# Professore per amore
Professore per amore (The Rewrite) è un film del 2014 diretto da Marc Lawrence.
Si tratta del quarto film scritto e diretto da Marc Lawrence, prodotto dalla Castle Rock Entertainment e avente per protagonista Hugh Grant. I precedenti sono Two Weeks Notice - Due settimane per innamorarsi (Two Weeks Notice) (2002), Scrivimi una canzone (Music and Lyrics) (2007) e Che fine hanno fatto i Morgan? (Did You Hear About the Morgans?) (2009). Il ruolo della coprotagonista in questo caso è affidato a Marisa Tomei.

## Trama
Keith Michaels è uno sceneggiatore che dopo un successo clamoroso, nel 1998, che gli è valso addirittura l'Oscar, non ha più avuto fortuna. Ormai sono anni che le sue sceneggiature non riscuotono più credito, per cui, pur di guadagnare qualcosa, su suggerimento della sua agente, accetta l'offerta di tenere un corso di scrittura nell'università di Binghamton nello stato di New York. Non ha però in realtà alcuna voglia di insegnare a scrivere perché ritiene che sia inutile. Formata la classe con criteri discutibili, cerca poi di fare il meno possibile. È però costretto dalle circostanze a impegnarsi e quindi anche grazie all'intervento di Holly, un'allieva particolarmente insistente, finisce per appassionarsi. Holly è una donna brillante, ha due bambine, due lavori part-time e coltiva il sogno di scrivere.
Keith, dopo un flirt eticamente sconveniente e vietato dal regolamento universitario con una giovane studentessa, subisce il fascino di Holly grazie alla quale ricontatta anche il figlio con il quale non si sentiva più da tempo. Quando è messo alla porta proprio per la sua relazione eticamente incompatibile con i regolamenti dell'università, prima dà l'addio alla sua classe, poi ci ripensa e, mostrando buona volontà, viene sorprendentemente graziato dall'inflessibile Weldon, cui Keith aveva dovuto già farsi perdonare anche un "oltraggio" all'amata Jane Austen, idolo della Weldon.
Lanciato un suo studente talentuoso nel mondo di Hollywood, torna quindi da Holly a Binghamton dove resta ad insegnare e alimentare sogni nei quali non sembrava credere più.

## Distribuzione
Il film è uscito nelle sale statunitensi l'8 ottobre 2014, mentre nelle sale italiane era previsto per il 15 gennaio 2015 con il titolo Professore... per forza, ma è stato rinviato nel corso della primavera e successivamente al 27 agosto dello stesso anno.